# Lifehouse/Diskografie
Diese Diskografie ist eine Übersicht über die musikalischen Werke der US-amerikanischen Alternative-Rock-Band Lifehouse. Den Schallplattenauszeichnungen  zufolge hat sie bisher mehr als 5,4 Millionen Tonträger verkauft, davon alleine in ihrer Heimat über 4,5 Millionen. Ihre erfolgreichste Veröffentlichung ist das erste Studioalbum No Name Face mit mehr als 2,2 Millionen verkauften Einheiten.

## Alben

### Studioalben
| Jahr | Titel Musiklabel                           | Höchstplatzierung, Gesamtwochen, AuszeichnungChartplatzierungen (Jahr, Titel, Musiklabel, Platzierungen, Wochen, Auszeichnungen, Anmerkungen) | Höchstplatzierung, Gesamtwochen, AuszeichnungChartplatzierungen (Jahr, Titel, Musiklabel, Platzierungen, Wochen, Auszeichnungen, Anmerkungen) | Höchstplatzierung, Gesamtwochen, AuszeichnungChartplatzierungen (Jahr, Titel, Musiklabel, Platzierungen, Wochen, Auszeichnungen, Anmerkungen) | Höchstplatzierung, Gesamtwochen, AuszeichnungChartplatzierungen (Jahr, Titel, Musiklabel, Platzierungen, Wochen, Auszeichnungen, Anmerkungen) | Anmerkungen                                                  |
| Jahr | Titel Musiklabel                           | DE | AT | UK | US | Anmerkungen                                                  |
| ---- | ------------------------------------------ | --- | --- | --- | --- | ------------------------------------------------------------ |
| 2000 | No Name Face DreamWorks (UMG)              | DE55 (10 Wo.)DE | — | — | US6 ×2Doppelplatin · (73 Wo.)US | Erstveröffentlichung: 31. Oktober 2000 Verkäufe: + 2.210.000 |
| 2002 | Stanley Climbfall DreamWorks (UMG)         | DE65 (1 Wo.)DE | — | — | US7 (17 Wo.)US | Erstveröffentlichung: 17. September 2002                     |
| 2005 | Lifehouse Geffen Records (UMG)             | — | — | — | US10 Gold · (49 Wo.)US | Erstveröffentlichung: 22. März 2005 Verkäufe: + 507.500      |
| 2007 | Who We Are Geffen Records (UMG)            | — | — | — | US14 Gold · (76 Wo.)US | Erstveröffentlichung: 19. Juni 2007 Verkäufe: + 500.000      |
| 2010 | Smoke & Mirrors Geffen Records (UMG)       | DE38 (2 Wo.)DE | AT44 (1 Wo.)AT | — | US6 (20 Wo.)US | Erstveröffentlichung: 2. März 2010                           |
| 2013 | Almería Geffen Records (UMG)               | — | — | — | US55 (5 Wo.)US | Erstveröffentlichung: 11. Dezember 2013                      |
| 2015 | Out of the Wasteland Ironworks (Ironworks) | DE95 (1 Wo.)DE | — | — | US26 (1 Wo.)US | Erstveröffentlichung: 26. Mai 2015                           |

### Kompilationen
- 2017: Greatest Hits

### EPs
- 1999: Diffs Lucky Day
- 2005: Live Sessions EP
- 2010: Halfway Gone Remixes

## Singles
| Jahr | Titel Album                      | Höchstplatzierung, Gesamtwochen, AuszeichnungChartplatzierungen (Jahr, Titel, Album, Platzierungen, Wochen, Auszeichnungen, Anmerkungen) | Höchstplatzierung, Gesamtwochen, AuszeichnungChartplatzierungen (Jahr, Titel, Album, Platzierungen, Wochen, Auszeichnungen, Anmerkungen) | Höchstplatzierung, Gesamtwochen, AuszeichnungChartplatzierungen (Jahr, Titel, Album, Platzierungen, Wochen, Auszeichnungen, Anmerkungen) | Höchstplatzierung, Gesamtwochen, AuszeichnungChartplatzierungen (Jahr, Titel, Album, Platzierungen, Wochen, Auszeichnungen, Anmerkungen) | Anmerkungen                                                        |
| Jahr | Titel Album                      | DE | AT | UK | US | Anmerkungen                                                        |
| ---- | -------------------------------- | --- | --- | --- | --- | ------------------------------------------------------------------ |
| 2001 | Hanging by a Moment No Name Face | DE62 (7 Wo.)DE | — | UK25 (4 Wo.)UK | US2 (55 Wo.)US | Erstveröffentlichung: 16. August 2000 Verkäufe: + 170.000          |
| 2001 | Sick Cycle Carousel No Name Face | DE93 (2 Wo.)DE | — | — | — | Erstveröffentlichung: 4. Juni 2001                                 |
| 2002 | Spin Stanley Climbfall           | DE81 (3 Wo.)DE | — | UK77 (1 Wo.)UK | US71 (14 Wo.)US | Erstveröffentlichung: 5. August 2002                               |
| 2005 | You and Me Lifehouse             | — | — | UK— GoldUK | US5 Gold · (62 Wo.)US | Erstveröffentlichung: 28. Januar 2005 Verkäufe: + 1.525.000        |
| 2007 | First Time Who We Are            | — | — | — | US26 (26 Wo.)US | Erstveröffentlichung: 7. Mai 2007                                  |
| 2007 | Whatever It Takes Who We Are     | — | — | — | US33 (20 Wo.)US | Erstveröffentlichung: 13. November 2007                            |
| 2008 | Broken Who We Are                | — | — | — | US83 Platin · (15 Wo.)US | Erstveröffentlichung: 8. Juli 2008 Verkäufe: + 1.000.000           |
| 2009 | Halfway Gone Smoke & Mirrors     | DE35 (18 Wo.)DE | AT40 (14 Wo.)AT | — | US50 (20 Wo.)US | Erstveröffentlichung: 27. Oktober 2009                             |
| 2012 | Between the Raindrops Almeria    | — | — | — | US79 (1 Wo.)US | Erstveröffentlichung: 11. September 2012 feat. Natasha Bedingfield |

Weitere Singles
- 2001: Breathing
- 2003: Take Me Away
- 2005: Blind
- 2010: All In
- 2010: It Is What It Is
- 2011: Falling In
- 2014: Flight
- 2015: Hurricane
- 2017: Shine Like Gold (feat. Switchfoot)

## Videoalben und Musikvideos

### Videoalben
- 2005: Everything

### Musikvideos
- 2001: Hanging by a Moment
- 2001: Sick Cycle Carousel
- 2002: Breathing
- 2003: Spin
- 2005: You and Me
- 2005: Blind
- 2007: First Time
- 2007: Whatever It Takes
- 2007: From Where You Are
- 2008: Broken
- 2009: Halfway Gone
- 2010: All In
- 2012: Between the Raindrops
- 2014: Flight
- 2015: Hurricane

## Statistik

### Chartauswertung
|                     | DE    | AT    | UK    | US    |
| ------------------- | ----- | ----- | ----- | ----- |
| Nummer-eins-Alben   | DE—DE | AT—AT | UK—UK | US—US |
| Top-10-Alben        | DE—DE | AT—AT | UK—UK | US4US |
| Alben in den Charts | DE4DE | AT1AT | UK—UK | US7US |

|                       | DE    | AT    | UK    | US    |
| --------------------- | ----- | ----- | ----- | ----- |
| Nummer-eins-Singles   | DE—DE | AT—AT | UK—UK | US—US |
| Top-10-Singles        | DE—DE | AT—AT | UK—UK | US2US |
| Singles in den Charts | DE4DE | AT1AT | UK2UK | US8US |

### Auszeichnungen für Musikverkäufe
| Goldene Schallplatte - Australien - 2011: für die Single You and Me - Brasilien - 2024: für die Single You and Me - Dänemark - 2001: für das Album No Name Face - Neuseeland - 2024: für das Album Lifehouse Platin-Schallplatte - Australien - 2001: für das Album No Name Face - Kanada - 2001: für das Album No Name Face - Neuseeland - 2001: für das Album No Name Face - 2022: für die Single Hanging by a Moment | 2× Platin-Schallplatte - Australien - 2001: für die Single Hanging by a Moment - Neuseeland - 2023: für die Single You and Me |

Anmerkung: Auszeichnungen in Ländern aus den Charttabellen bzw. Chartboxen sind in ebendiesen zu finden.
| Land/RegionAuszeichnungen für Musikverkäufe (Land/Region, Auszeichnungen, Verkäufe, Quellen) | Gold     | Platin       | Verkäufe  | Quellen                           |
| -------------------------------------------------------------------------------------------- | -------- | ------------ | --------- | --------------------------------- |
| Australien (ARIA)                                                                            | Gold1    | 3× Platin3   | 245.000   | aria.com.au                       |
| Brasilien (PMB)                                                                              | Gold1    | —            | 30.000    | pro-musicabr.org.br               |
| Dänemark (IFPI)                                                                              | Gold1    | —            | 25.000    | hitlisten.nu                      |
| Kanada (MC)                                                                                  | —        | Platin1      | 100.000   | musiccanada.com                   |
| Neuseeland (RMNZ)                                                                            | Gold1    | 4× Platin4   | 112.500   | aotearoamusiccharts.co.nz NZ2 NZ3 |
| Vereinigte Staaten (RIAA)                                                                    | 3× Gold3 | 3× Platin3   | 4.500.000 | riaa.com                          |
| Vereinigtes Königreich (BPI)                                                                 | Gold1    | —            | 400.000   | bpi.co.uk                         |
| Insgesamt                                                                                    | 8× Gold8 | 11× Platin11 |           |                                   |